# 10 лютого
10 лютого — 41-й день року в григоріанському календарі. До кінця року залишається 324 дні (325 днів — у високосні роки).

## Свята і пам'ятні дні

### Міжнародні
- ООН: Всесвітній день зернобобових[1]
- Європейський день безпечного Інтернету (Інсейф)

### Релігійні

#### Християнство
- День Святої Схоластики (543).

Православ'я:
- Священномученика Харалампія і з ним мучеників Порфирія і Ваптоса та трьох мучениць.
- Преподобного Прохора, чудотворця Києво-Печерського, в Ближніх печерах.
- Мучениць дів Єнафи, Валентини і Павли.
- Благовірної княгині Анни Новгородської.

### Іменини
✝  Католицькі:
✙ Православні: Валентина, Павла, Анна.

## Події
- 1258 — монголи захопили Багдад; золота доба ісламу добігла кінця
- 1635 — засновано Французьку Академію — провідне наукове товариство Франції, спеціалізоване у сфері французької мови та літератури
- 1789 — закон Йозефа II ліквідовував панщину у Галичині, Буковині, австрійській частині Волині
- 1810 — відбулося урочисте відкриття Одеської опери
- 1840 — британська королева Вікторія одружилась із принцом Альбертом Саксен-Кобург-Готським
- 1919 — через суперечності з Симоном Петлюрою голова Директорії Володимир Винниченко пішов у відставку
- 1940 — у Кракові радикальна частина ОУН створила Революційний Провід на чолі зі Степаном Бандерою. Фактичний розкол організації на «бандерівців» та «мельниківців».
- 1942 — вручено перший «золотий диск» (від компанії грамзапису «Віктор» Ґленну Міллеру за відому композицію Chattanooga Choo Choo)
- 1947 — у Парижі підписані мирні договори між державами-переможцями в Другій світовій війні і колишніми союзниками гітлерівської Німеччини.
- 1957 — стартував перший Кубок Африканських Націй в Судані.
- 1962 — полоненого американського пілота Френсіса Пауерса обміняли на радянського шпигуна Рудольфа Абеля.
- 1972 — ВВС заборонила трансляцію в своєму ефірі пісні Пола Маккартні та групи «Wings» Give Ireland Back to the Irish («Віддайте Ірландію ірландцям»)
- 1992 — на екрани США вийшов фільм «Основний інстинкт»
- 1992 — Україна встановила дипломатичні відносини з Республікою Корея
- 1995 — під час випробувального польоту біля Києва зазнав катастрофи дослідний літак Ан-70, який не мав аналогів у світі
- 1996 — суперкомп'ютер IBM Deep Blue вперше переміг Гаррі Каспарова у грі в шахи.
- 2006 — відкрилися XX Зимові Олімпійські ігри в Турині, (Італія).

## Народились

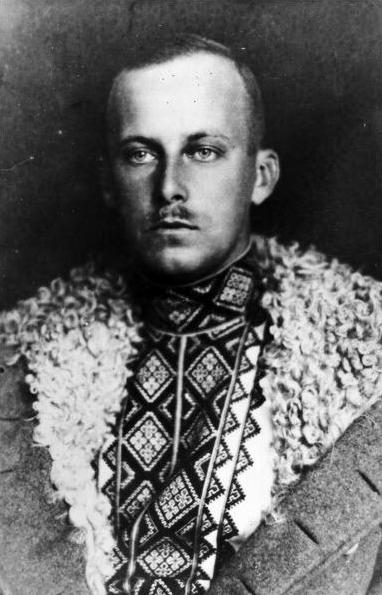
Василь Вишиваний

Дивись також Категорія:Народились 10 лютого
- 1773 — Василь Каразін, український просвітник, метеоролог, агроном, ініціатор створення Харківського університету
- 1881 — Джузеппе Унгаретті, італійський поет
- 1890 — Борис Пастернак, російський поет, прозаїк, перекладач єврейського походження. Лауреат Нобелівської премії 1958 року
- 1895 — Василь Вишиваний, український військовий діяч, політик, австрійський ерцгерцог династії Габсбургів, полковник Легіону Українських Січових Стрільців.
- 1897 — Джон Ендерс, американський вірусолог, відкрив вакцину проти кору; Нобелівський лауреат
- 1898 — Бертольт Брехт, німецький драматург і режисер-новатор
- 1902 — Волтер Браттейн, американський фізик, один із винахідників транзистора, Нобелівський лауреат
- 1903 — Охрім Кравченко, український художник—монументаліст, графік, представник школи Михайла Бойчука
- 1907 — Василь Ремесло, український селекціонер пшениці, академік.
- 1920 — Алекс Комфорт, британський сексолог, автор численних книг («Задоволення сексу», «Більше задоволення», «Сексуальна поведінка у суспільстві», «Сексуальні наслідки інвалідності»)
- 1922 — Арпад Генц, угорський драматург, президент Угорщини (1990—2000)
- 1931 — Томас Бернгард, австрійський письменник та драматург (помер 12 лютого 1989 року)
- 1935 — Таїсія Литвиненко, акторка і режисер львівського драматичного театру імені Марії Заньковецької, народна артистка України
- 1936 — Богдан Горинь, український політичний та громадський діяч, народний депутат України, журналіст, колишній дисидент.
- 1938 — Георгій Вайнер, радянський і російський письменник і журналіст
- 1947 — Євген Савчук, народний артист України, художній керівник Національної заслуженої академічної капели України «Думка»
- 1950 — Марк Шпіц, американський плавець, дев'ятиразовий олімпійський чемпіон
- 1962 — Кліфф Бертон, американський музикант (Metallica)
- 1964 — Франческа Нері, італійська кіноакторка («Віки Лулу», «Жива плоть», «Відшкодування збитків»).
- 1972 — Анатолій Смітюх, військовослужбовець ЗСУ, учасник російсько-української війни, який загинув під час російського вторгнення в Україну. Герой України (6 грудня 2023 року, посмертно)
- 1975 — Антон Якутович, український живописець, син графіків Сергія Якутовича та Ольги Якутович. Онук Георгія Якутовича.
- 1993 — Тарас Чайка, офіцер Збройних Сил України, учасник російсько-української війни, Герой України (посмертно).

## Померли

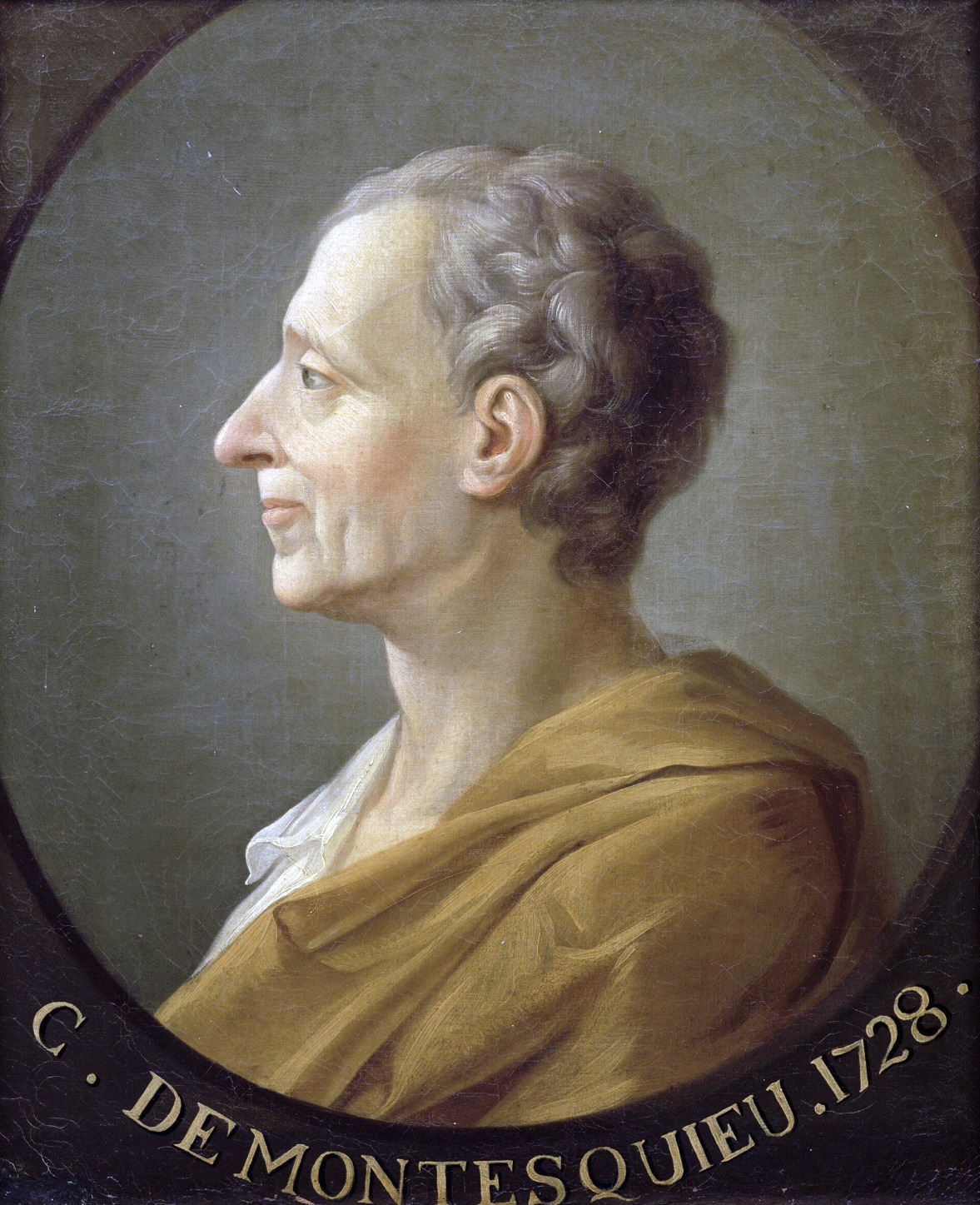
Шарль Монтеск'є

Дивись також Категорія:Померли 10 лютого
- 1162 — Балдуїн III, король Єрусалиму
- 1242 — Сідзьо, 87-й Імператор Японії
- 1755 — Шарль Монтеск'є, французький філософ доби Просвітництва
- 1837 — Олександр Пушкін, російський поет
- 1878 — Клод Бернар, французький медик, дослідник процесів внутрішньої секреції, засновник ендокринології
- 1879 — Оноре Дом'є, французький художник
- 1891 — Софія Ковалевська, математик, письменниця і публіцист
- 1912 — Джозеф Лістер, британський хірург (ввів у хірургічну практику антисептику)
- 1917 — Джон Вільям Вотергаус, англійський художник, творчість якого відносять до пізньої стадії прерафаелітизму.
- 1918 — Ернесто Монета, італійський журналіст, пацифіст, лауреат Нобелівської премії миру (1907).
- 1923 — Вільгельм Конрад фон Рентген, перший лавреат Нобелівської премії з фізики (1901).
- 1944 — Ежен Мішель Антоніаді, французький астроном
- 1944 — Марко Безручко, український військовий діяч, голова штабу Корпусу Січових Стрільців, начальник штабу Армії УНР
- 1956 — Еммануїл Цудерос, грецький політик і фінансист, прем'єр-міністр Греції у вигнанні
- 1976 — Моїз Гайсинський, французький хімік, один з основоположників радіаційної хімії
- 2005 — Артур Міллер, американський драматург, прозаїк.
- 2008 — Рой Шайдер, американський актор театру і кіно.
- 2014 — Ширлі Темпл, американська акторка, володарка «Молодіжної нагороди Академії». (наймолодша людина, яка отримала «Оскар»).
- 2018 — Мирослав Попович, український філософ.
- 2021 — Андрій Пелещишин, український науковець, доктор технічних наук, професор.